# Anna Modrzejewska
Anna Modrzejewska – wieloletnia nauczycielka polskiego w VI Liceum Ogólnokształcącym im. Tadeusza Reytana w Warszawie.

## Życiorys
Ukończyła Uniwersytet Warszawski w 1960 roku.
Od 1961 uczyła języka polskiego w VI Liceum Ogólnokształcącym im. Tadeusza Reytana w Warszawie. Jej uczniowie wydawali czasopisma szkolne, w tym „Płaskostopie” (1962–1966) i „Dwutygodnik Niezależny” (1970–1972).
Pod koniec stycznia 1977 podpisała wraz z sześcioma innymi nauczycielami swojej szkoły (m.in. Ireneuszem Gugulskim, Stefanią Światłowską i Wojciechem Fałkowskim) list do posłów na Sejm PRL z apelem o powołanie komisji sejmowej mającej na celu zbadanie przypadków łamania praw człowieka w Radomiu i Ursusie w czasie wydarzeń czerwcowych 1976 roku, w konsekwencji czego została objęta rozpracowaniem przez Służbę Bezpieczeństwa, a władze oświatowe podjęły decyzję o jej przeniesieniu z dniem 1 września 1977 do XLIX Liceum Ogólnokształcącego im. Zygmunta Modzelewskiego w Warszawie (początkowo planowano nawet całkowite usunięcie jej ze szkolnictwa). W jej obronie (jako jednej z członkiń grupy nauczycieli Liceum im. T. Reytana poddanych represjom) stanął m.in. Komitet Obrony Robotników, a ponad 400 byłych i aktualnych uczniów szkoły podpisało listy protestacyjne. W konsekwencji przeniesienie Anny Modrzejewskiej zostało anulowane, jednak w dalszym ciągu była inwigilowana przez SB (Sprawa Operacyjnego Rozpracowania kryptonim „Plastyk”). M.in. w czerwcu 1979 SB ustaliła, że wszyscy uczniowie jej klasy wychowawczej opuścili lekcje w czasie pielgrzymki Jana Pawła II do Polski. Wobec nękania przez dyrektora szkoły, od początku roku szkolnego 1980/1981 przeniosła się do XLIX Liceum Ogólnokształcącego w Warszawie. Powróciła do pracy w liceum im. T. Reytana w 1981, po apelu ponad 250 uczniów i absolwentów szkoły (który dotyczył także Ireneusza Gugulskiego) zainicjowanego przez Ewę Engelking i Andrzeja Horubałę. W Olimpiadzie Literatury i Języka Polskiego jej uczennice zajęły odpowiednio: Katarzyna Bieńkowska III lokatę w 1991, a Olga Dawidowicz II w 1994.

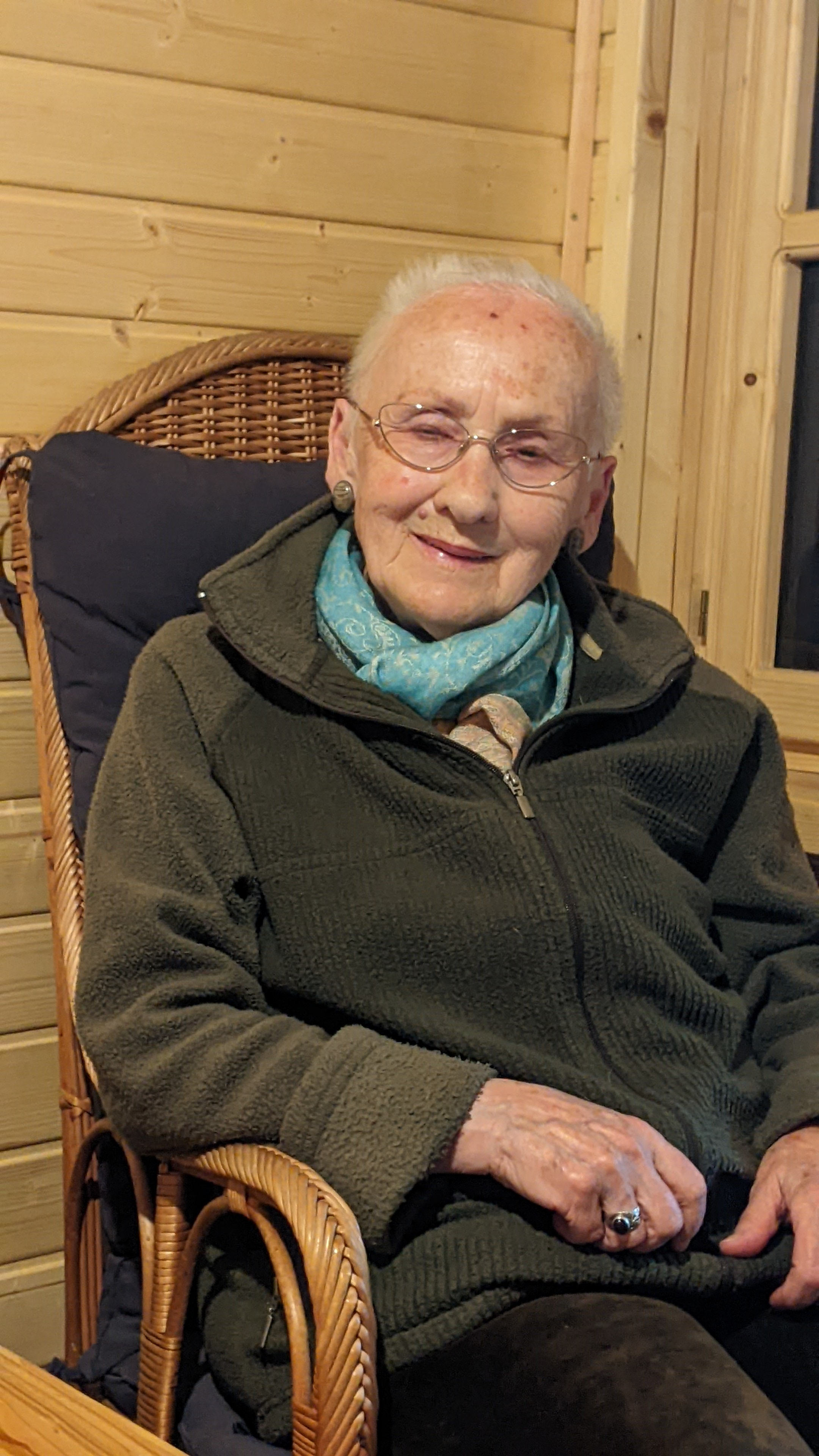
Anna Modrzejewska w 2022 roku

W 2022 roku otrzymała nagrodę im. prof. Stefanii Światłowskiej za piękne dzieło wychowania do prawdy i odwagi oraz potwierdzania osobistym świadectwem tych wyborów. Laudację wygłosił Janusz Zaorski.  Powiedziała wówczas:
Bycie nauczycielem  to jest najpiękniejszy zawód świata, co do tego nie mam wątpliwości. Trzeba tylko interesować się uczniem, trzeba go lubić i trzeba się od niego też uczyć.

## Wspomnienia uczniów
We wspomnieniach uczniów uznawana była za jedną z najwybitniejszych nauczycieli polonistyki w Warszawie. 

[...] to była znakomita nauczycielka [...] To były prawie jedyne lekcje, na których była cisza jak makiem zasiał [...] była pedagogiem z Bożej łaski, to się rzadko zdarza pewnie. Jej lekcje były też świetne intelektualnie, pewnie były porównywalne do lekcji Gugulskiego. Oni byli zupełnie inni w osobowości z Irkiem, ale potrafili mówić równie zajmująco i równie mocno potrafili przykuć uwagę  uczniów.

Właśnie w jej obecności się czuło, że literatura jest czymś ważnym [...] [Kiedy] Sołżenicyn dostał Nobla w 1971 [...] trudno było ten fakt ukryć, mimo że komuniści niechętnie ten fakt widzieli. Uczniowie w pewnej chwili zapytali panią od polskiego, co sądzi o tym. Pamiętam, co odpowiedziała. Odpowiedziała, że wydaje jej się, że mniej z powodów literackich, a bardziej ze względu na to, o czym pisze, dostał nagrodę [...] Dlaczego o tym opowiadam? Dlatego, żeby powiedzieć, że ten przykład pozwalał sprawdzić, czy mogliśmy liczyć na zaufanie nauczycielki polskiego. Mogliśmy liczyć, nie powiedziała nam niczego nieprawdziwego, żadnej kalumnii, która była w „Trybunie Ludu”. Co więcej, podzieliła się rzeczową refleksją na ten temat. Jestem jej winien wdzięczność, taką ogólną, życiową, za jedno zdanie na temat wypracowania, które było w czwartej klasie – „Każdy jest odpowiedzialny za wszystko”. Jedna z trzech najważniejszych w moim życiu osób, które mówiła mi coś o odpowiedzialności. Ona powiedziała to jednym zdaniem. Temat jednego wypracowania może mieć znaczenie dla ucznia na całe życie.